# Bangodua (Klangenan)
Bangodua is een bestuurslaag in het regentschap Cirebon van de provincie West-Java, Indonesië. Bangodua telt 5486 inwoners (volkstelling 2010).